# Parque Nacional do Simien
O Parque Nacional de Simien é um parque nacional da Etiópia. Ele foi declarado património mundial pela Organização das Nações Unidas para a Educação, a Ciência e a Cultura em 1978.

## Descrição
A criação do parque nacional, no primeiro momento, foi assegurar a proteção, da icônica e exclusiva Walia Abyssinian Ibex (Walia iBex) - espécie de cabra-das-montanhas. Atualmente cerca de apenas 1.000 exemplares existem. Além da Walia iBex, outras espécies de animais que habitam o Simien são endêmicas: o lobo-etíope. o gelada, o babuíno-sagrado, o antílope-salta-rochas, o duiqueiro-de-grimm, a hiena, o chacal e o bauala.
Situado a poucos quilômetros a nordeste da cidade de Gondar, o parque cobre 179 quilômetros quadrados de área montanhosa, com uma elevação média de 3 300 metros. O Monte Ras Dashan, que é o quarto mais alto do continente e o mais alto da Etiópia, com 4 550 metros, está localizado nas adjacências do parque.
As escarpas de Simien são frequentemente comparadas ao Grand Canyon dos Estados Unidos.
O parque tem 3 regiões botânicas. As terras baixas são cultivadas e gramadas, enquanto que as regiões altas (acima de 3 600 metros), são montanhas com campos gramados e florestas, embora muitas destas tenham desaparecido.

## Ligações Externas
- UNESCO - Parque Nacional de Simien
- Galeria da UNESCO - Parque Nacional de Simien